# Templo de Hefesto (Agrigento)
El Templo de Hefesto fue un antiguo templo griego dedicado a Hefesto en la ciudad de Acragas, Sicilia, Italia. Las ruinas del templo se encuentran en una zona arqueológica conocida como el Valle de los Templos, al sur de la actual Agrigento.
Fue construido en época clásica griega alrededor del 430 a. C. Sin embargo, ya existía un templo anterior construido en la época arcaica, en el 500 a. C.
El templo estaba situado en la esquina suroeste de la zona urbana de Acragas, al este del llamado Templo de los Dioscuros. Era de estilo dórico, con las habituales 6 × 13 columnas, es decir, 34 columnas en total.El estilóbato medía aproximadamente 20,8 × 43 m. Lo que queda del templo son principalmente sus cimientos, parte del naos y dos columnas.